# Vudvard-Hofmanova pravila
Vudvard-Hofmanova pravila (ili pravila periciklične selekcije), koju su osmislili Robert Berns Vudvard i Roald Hofman, skup su pravila koja se koriste za racionalizaciju ili predviđanje određenih aspekata stereohemije i energije aktivacije pericikličnih reakcija, važne klase reakcija u organskoj hemiji. Pravila se najbolje razumeju u smislu koncepta očuvanja orbitalne simetrije korišćenjem orbitalnih korelacionih dijagrama (videti Odeljak 3 ispod). Vudvard-Hofmannova pravila su posledica promena u elektronskoj strukturi koje se dešavaju tokom periciklične reakcije i zasnovana su na fazama molekularnih orbitala u interakciji. Ona su primenljiva na sve klase pericikličnih reakcija (i njihove mikroskopske reverzne 'retro' procese), uključujući (1) elektrociklizacije, (2) cikloadicije, (3) sigmatropne reakcije, (4) reakcije transfera grupa, (5) enske reakcije, (6) heletropne reakcije, i (7) diotropne reakcije. Vudvard–Hofmanova pravila ilustruju moć molekularno orbitalne teorije.
Vudvard i Hofman su razvili pravila periciklične selekcije ispitujući korelacije između orbitala reaktanata i proizvoda (tj. kako su orbitale reaktanata i proizvoda međusobno povezane neprekidnim geometrijskim distorzijama koje su funkcije koordinata reakcije). Oni su identifikovali očuvanje orbitalne simetrije kao ključni teorijski princip koji diktira ishod (ili izvodljivost) pericikličkog procesa. Unaprieđeni su i drugi teorijski pristupi koji dovode do istih pravila selekcije. Hofman je 1981. dobio Nobelovu nagradu za hemiju za razjašnjavanje važnosti orbitalne simetrije u pericikličnim reakcijama, koju je delio sa Keničijem Fukuijem. Fukui je razvio sličan skup ideja u okviru granične molekularne orbitalne teorije (FMO). Pošto je Vudvard umro dve godine pre toga, nije imao pravo da dobije ono što bi bila njegova druga Nobelova nagrada za hemiju.

## Literatura
- Ayers, Paul W.; Morell, Christophe; De Proft, Frank; Geerlings, Paul (5. 10. 2007). „Understanding the Woodward–Hoffmann Rules by Using Changes in Electron Density”. Chemistry: A European Journal. 13 (29): 8240—8247. PMID 17639522. doi:10.1002/chem.200700365.